# Löderups kyrka
Löderups kyrka är en kyrkobyggnad i Löderup. Den är församlingskyrka i Löderups församling i Lunds stift. De äldsta delarna, långhuset och det breda västtornet, härstammar från 1100-talet. Kyrkan välvdes på 1400-talet. Under Carl Georg Brunius ledning revs 1860 det gamla koret och absiden. Istället tillades två korsarmar och ett nytt tresidigt kor. Slutligen tillades en sakristia 1929.
Dopfunten är från omkring år 1160 och är utförd av Trydemästaren, som även gjorde dopfunten i Valleberga kyrka. Denna dopfunt liknar Vallebergas men föreställer delar ur Kristi lidande och legender om Sankt Olof.
Predikstolen, som tillverkades 1604, är gjord av Jacob Kremberg. Carl Bloch har målat altartavlan, som sedan kopierats på flera håll. Det finns även en äldre altaruppsats från 1735 som innehåller delar av en ännu äldre altaruppsats, även den tillverkad av Kremberg.
Till kyrkan hör även en fristående kastal som troligen uppfördes på 1400-talet.

## Bilder

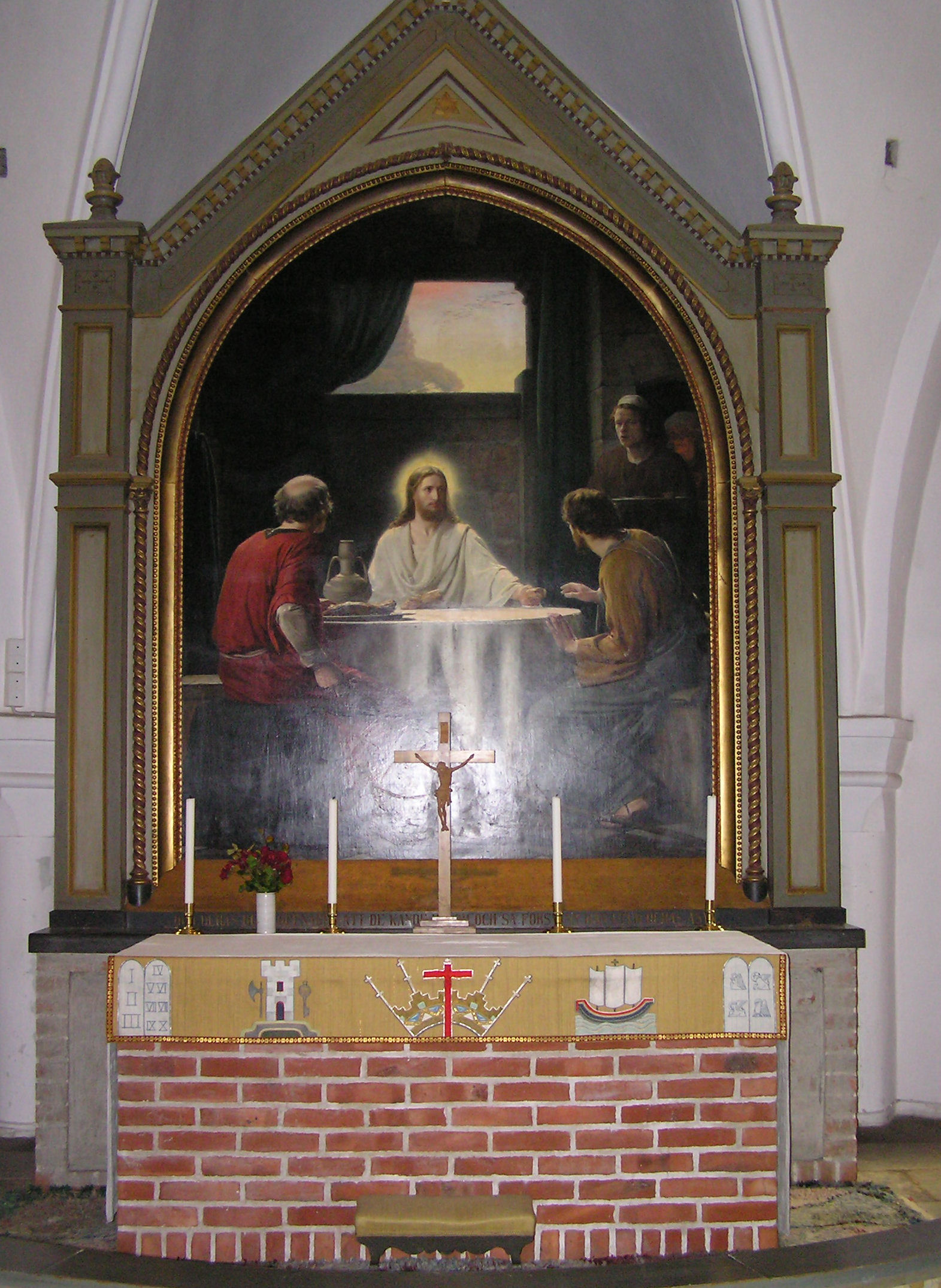
Altartavla
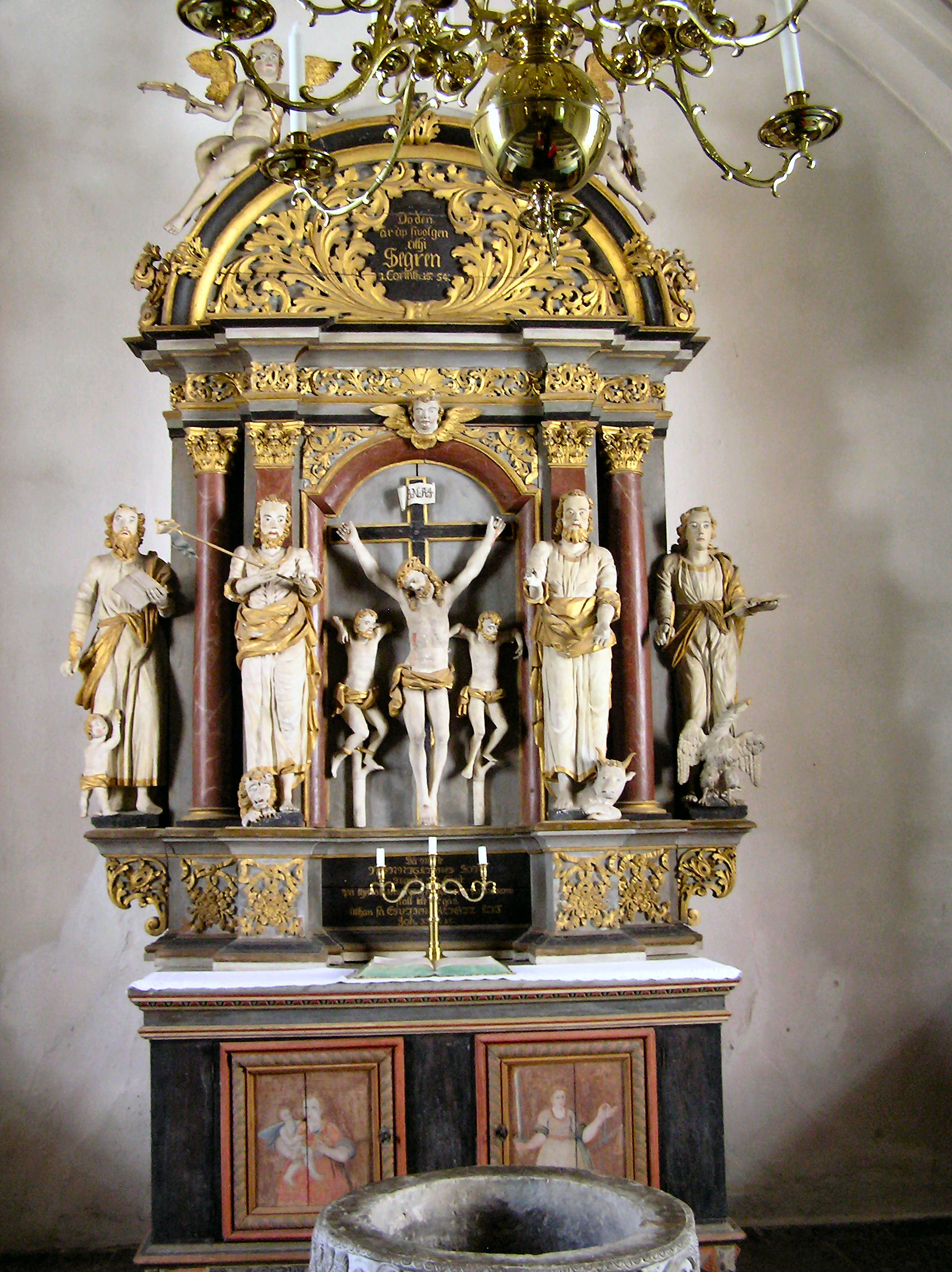
Altaruppsats
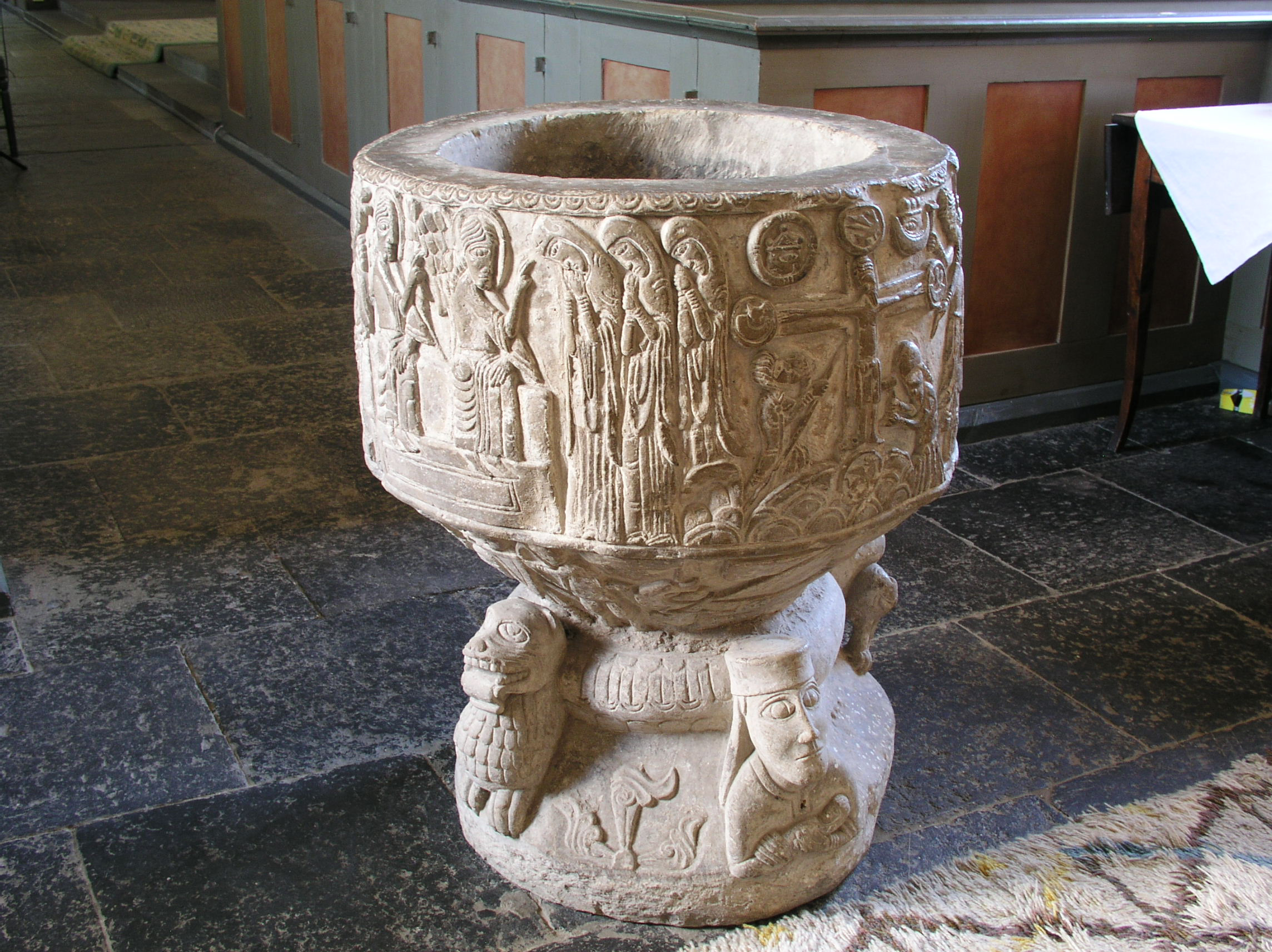
Dopfunten.
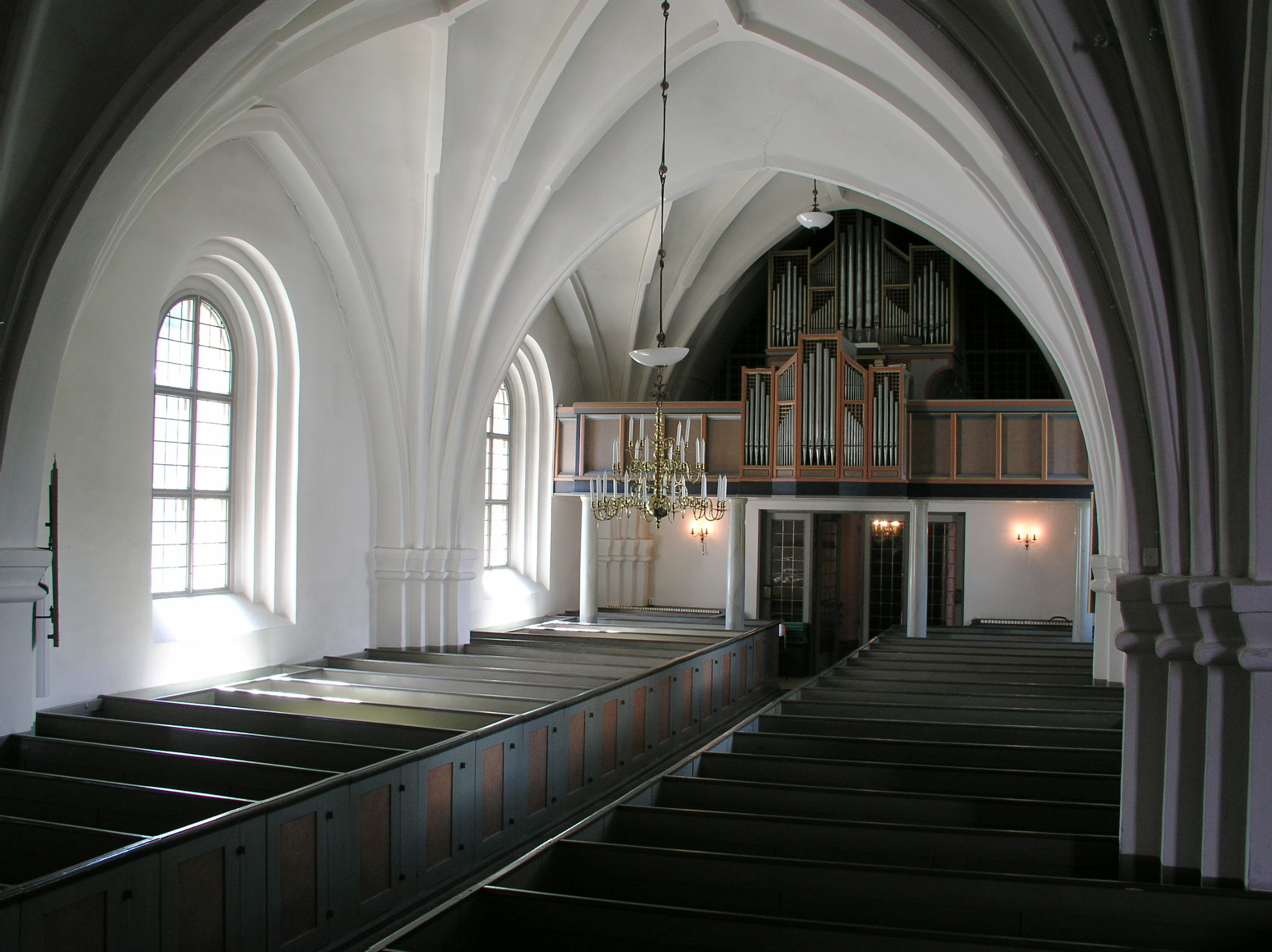
Orgeln.

## Orgel
- 1864 byggde Johan Nikolaus Söderling, Göteborg en orgel med 12 stämmor.
- 1897 byggde Johannes Magnusson, Göteborg en orgel med 19 stämmor.
- Den nuvarande orgeln byggdes 1951 av Frederiksborgs Orgelbyggeri, Hilleröd, Danmark och är en mekanisk orgel.

| Ryggpositiv I       | Huvudverk II   | Svällverk III     | Pedal         | Koppel |
| Gedackt 8'          | Principal 8'   | Kvintadena 8'     | Subbas 16´    | I/P    |
| Principal 4'        | Koppelflöjt 8' | Nachthorn 4'      | Octavbas 8'   | II/P   |
| Gemshorn 2'         | Octava 4'      | Waldflöjt 2'      | Octava 4'     | III/P  |
| Sesquialtera 2 chor | Rörflöjt 4'    | Octava 1'         | Kvintadena 2' | I/II   |
| Scharf 3 chor       | Octava 2'      | Terscymbel 3 chor | Trumpet 16'   |        |
| Krumhorn 8'         | Mixtur 5 chor  | Skalmeja 8'       | Klarino 4'    |        |
|                     | Dulcian 16'    | Crescendosvällare |               |        |